# Protestantse kerk (Helvoirt)

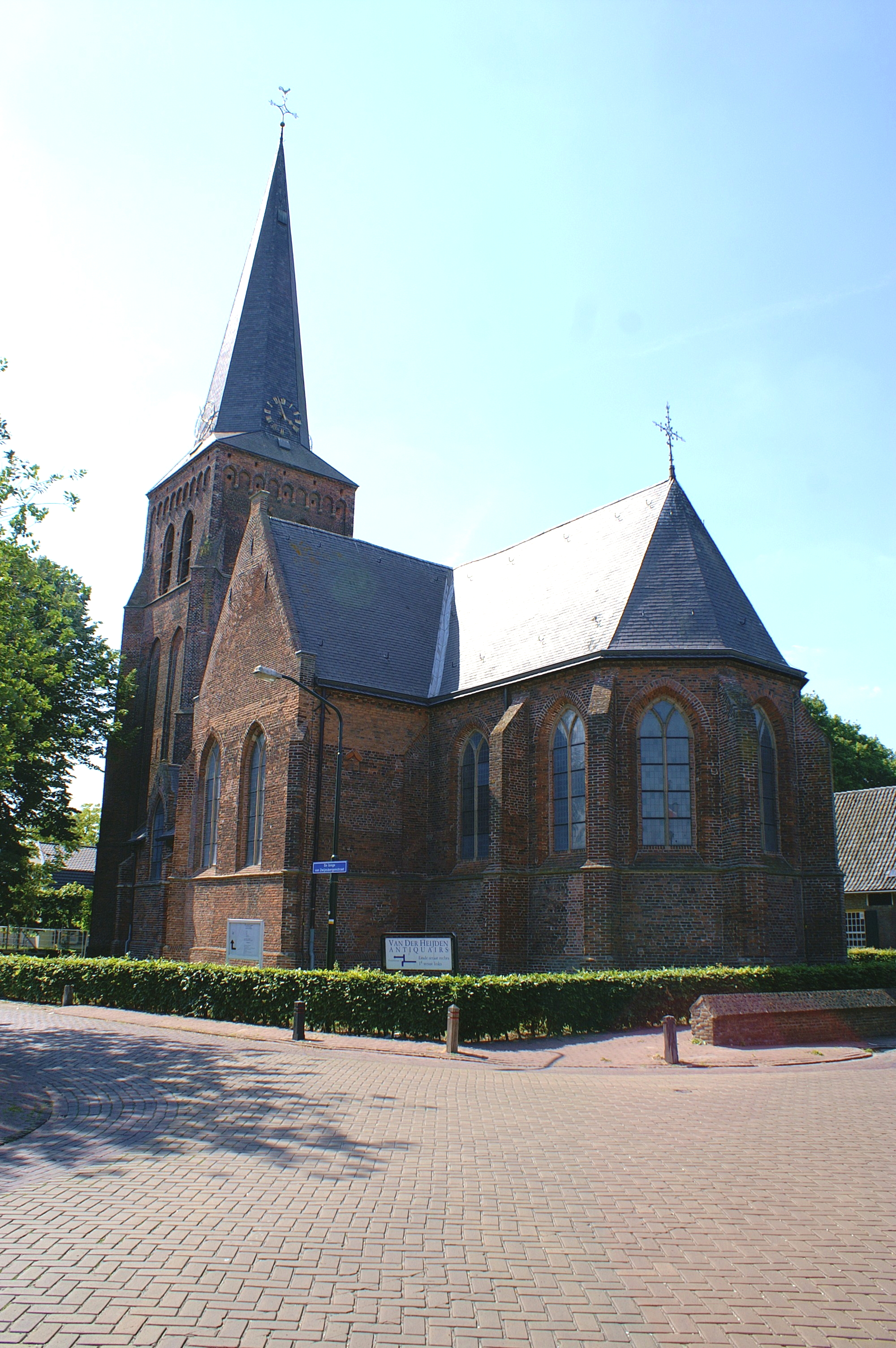
Protestantse kerk

De Protestantse kerk (of: Oude Sint-Nikolaaskerk) is een protestants kerkgebouw in de tot de Noord-Brabantse gemeente Vught behorende plaats Helvoirt. De kerk is gelegen aan de Van Grevenbroeckstraat 2.

## Geschiedenis
Aan de oorsprong van de kerk ligt een kapel die al in 1192 werd vermeld. Omstreeks 1300 werd Helvoirt een zelfstandige parochie, gewijd aan Sint-Nicolaas. Omstreeks 1375 was er sprake van een romaans kerkje en omstreeks 1510 werd dit verbouwd tot een gotische kerk. 
Na verwoestingen tijdens de godsdienstoorlogen werd de kerk in 1617 opnieuw ingewijd. In 1648 kwam Helvoirt aan de Republiek en werd het een hervormde kerk. De toren was echter eigendom van de burgerlijke gemeente en in de 18e eeuw diende deze als gemeentehuis en schepenbank.
In 1809 werd de kerk weer aan de katholieken toegewezen, maar hij bleef hervormd. Na 2004 werd het ten slotte een protestantse PKN-kerk. Van 1871-1874 was Theodorus van Gogh predikant in deze kerk.

## Gebouw
Het betreft een driebeukige gotische kruiskerk met voorgebouwde toren. Er zijn grafzerken uit de 16e en 17e eeuw. Van belang is de kapconstructie. 
Het interieur wordt overkluisd door spitstongewelven. Op het koorgewelf is een schildering van omstreeks 1500 zichtbaar, die het Laatste Oordeel voorstelt.